# Eunidia brunneovittata
Eunidia brunneovittata är en skalbaggsart som beskrevs av Stefan von Breuning 1939. Eunidia brunneovittata ingår i släktet Eunidia och familjen långhorningar.
Artens utbredningsområde är Kenya. Inga underarter finns listade i Catalogue of Life.